# René-Xavier Prinet
René François Xavier Prinet (n. 31 decembrie 1861, Vitry-le-François, Champagne-Ardenne, Franța – d. 26 ianuarie 1946, Bourbonne-les-Bains, Champagne-Ardenne, Franța) a fost un pictor și ilustrator francez care și-a atras subiectele din societatea de mijloc.

## Biografie
A fost fiul lui Henri Prinet, un procuror imperial la Vitry-le-François. O promovare a făcut ca el să fie mutat la Paris, unde locuiau într-o casă nu departe de École Nationale Supérieure des Beaux-Arts. Tatăl său a pictat ca hobby și i-a susținut dorința de a studia arta, punându-l să ceară sfatul lui Louis Charles Timbal, cunoscut pictor de biserici și prieten de familie.
În jurul anului 1880, și-a început studiile mai serios, în studiourile lui Jean-Léon Gérôme, rămânând cu el până în 1885. În acel an, pictura sa „Pruncul Isus” a fost acceptată pentru a fi expusă la Salon⁠(d). Apoi a urmat studii la Académie Julian. În acest moment, el s-a asociat și cu un grup de tineri artiști cunoscut sub numele de Bande Noire, care îi includea pe Lucien Simon, André Dauchez⁠(d), Émile-René Ménard și Charles Cottet. Mai târziu, a fost numit profesor la École Nationale, unde a creat și a condus primul lor atelier pentru artiste femei.
În 1891, a primit o comandă de la guvern pentru a crea decorații în Palais de la Légion d'Honneur⁠(d) și a prezentat un proiect pentru „Cele patru anotimpuri”, care a fost aprobat. În același an, a început să expună la galeria Durand-Ruel⁠(d). Una dintre cele mai cunoscute lucrări ale sale, „Sonata Kreutzer” (inspirată din povestea lui Tolstoi), a fost prezentată la Stuttgart și a fost cumpărată de Luitpold, prințul regent al Bavariei. A fost numit Cavaler în Legiunea de Onoare în 1900.
Primele sale ilustrații le-a realizat în 1909, pentru La Jeune Fille bien élevée (Tânără bine crescută) de René Boylesve. De-a lungul carierei, a ilustrat lucrări de Balzac, Pierre Loti, Anatole France și Henri Bataille printre multe altele.
În 1913, a fost numit secretar pentru Société Nationale des Beaux-Arts și a călătorit în Statele Unite, făcând parte din juriul unei expoziții la Universitatea Carnegie Mellon, unde a prezentat și mai multe lucrări. A expus acolo din nou în 1920. Șase ani mai târziu, „Société Belfortaine des Beaux-Arts” a fost înființat și a devenit unul dintre locurile sale de expoziție preferate. Opera sa a făcut, de asemenea, parte din evenimentul de pictură din competiția de artă de la Jocurile Olimpice de vară din 1932.
În 1943, a fost ales la Académie des Beaux-Arts⁠(d) pentru a ocupa scaunul rămas vacant după moartea lui Jules-Alexis Muenier⁠(d) în 1942. Pe lângă pictură, a scris două texte, Initiation à la peinture, în 1935, și Initiation au dessin.

## Picturi (selecție)

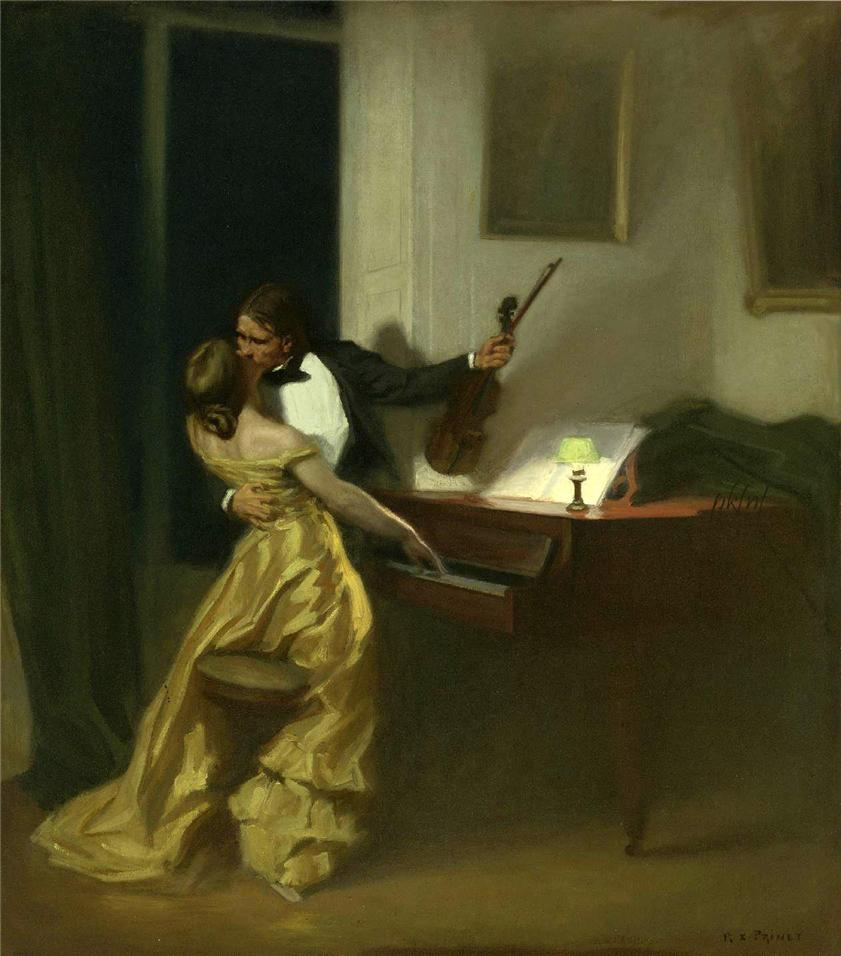
Sonata Kreutzer
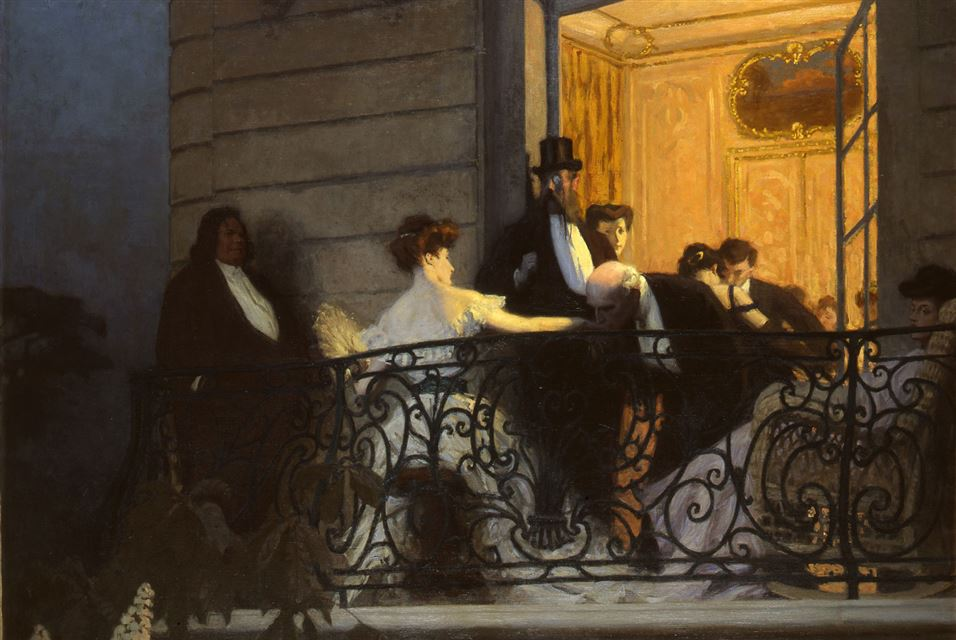
Balconul
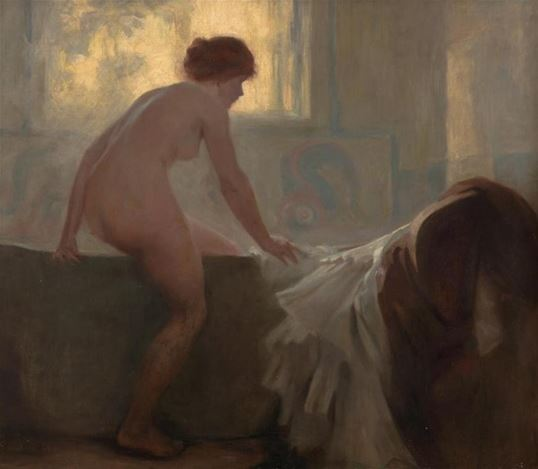
Femeie în baie
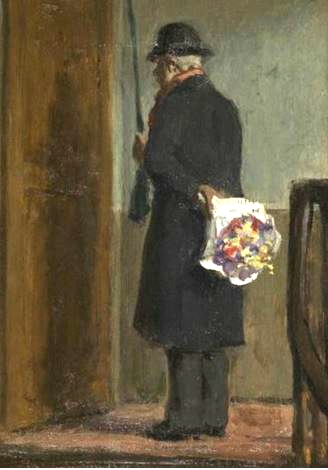
Buchetul